# Terragnolo
Terragnolo is een gemeente in de Italiaanse provincie Trente (regio Trentino-Zuid-Tirol) en telt 784 inwoners (31-12-2004). De oppervlakte bedraagt 39,4 km², de bevolkingsdichtheid is 20 inwoners per km².

## Demografie
Terragnolo telt ongeveer 373 huishoudens. Het aantal inwoners daalde in de periode 1991-2001 met 7,9% volgens cijfers uit de tienjaarlijkse volkstellingen van ISTAT.
| Jaar | Inwoneraantal |
| ---- | ------------- |
| 1991 | 813           |
| 2001 | 749           |

## Geografie
Terragnolo grenst aan de volgende gemeenten: Folgaria, Rovereto, Trambileno, Laghi (VI), Posina (VI).